# Lepidosaphes mcgregori
Lepidosaphes mcgregori är en insektsart som beskrevs av Banks 1906. Lepidosaphes mcgregori ingår i släktet Lepidosaphes och familjen pansarsköldlöss. Inga underarter finns listade i Catalogue of Life.